# (10312) 1990 QT9
A (10312) 1990 QT9 a Naprendszer kisbolygóövében található aszteroida. Henry Holt fedezte fel 1990. augusztus 23-án.

## Kapcsolódó szócikk
- Kisbolygók listája (10001–10500)